# Ultratop 50 Singles (Wallonië)
Ultratop 50 Singles is de hitlijst van de bestverkochte singles in Wallonië. De Ultratop bestaat sinds 31 maart 1995. De Vlaamse tegenhanger van deze lijst heet de Vlaamse Ultratop 50. Tot 4 september 2010 bestond de lijst uit 40 platen en heette hij de Ultratop 40. Er vallen twaalf verschillende hitlijsten onder de Waalse Ultratop:
De Ultratop 50 Singles lijst wordt op zaterdag tussen 12 en 14 uur uitgezonden op Bel RTL.

## Samenstelling
Zowel de Waalse Ultratop 50 als de Vlaamse Ultratop 50 werd puur op basis van verkoopgegevens samengesteld. Airplay werd aanvankelijk niet meegerekend. Deze gegevens worden verzameld door het internationaal marktonderzoeksbureau Nielsen. Elke zaterdag (of zondag) wordt van een representatief aantal winkels het aantal verkochte exemplaren per single verzameld. Om fraude te voorkomen worden deze gegevens met een anti-fraudeprocedure bewerkt. Als bedrijven, artiesten of consumenten doelbewust de hitparade willen manipuleren, wordt dit gecorrigeerd.
Voor elke lijst worden de verkoopgegevens van de afgelopen twee weken berekend. Dit voorkomt grote schommelingen in de lijst. Op woensdag worden alle Ultratophitlijsten bekendgemaakt en donderdag verschijnen ze op de website. De uitzending is op zaterdag.

## Enkele records
- Las Ketchup met The Ketchup Song stond het langst op nummer 1, namelijk 17 weken. Hello van Adele stond 16 weken op nummer 1.
- Alors On Danse van Stromae is het nummer dat het langst genoteerd stond, namelijk 87 weken. Rolling In The Deep van Adele stond 73 weken genoteerd.
- We Are The Best van The Champions was de nummer 1-hit die het kortst genoteerd stond, namelijk 6 weken. Het nummer stond 3 weken op 1.
- Van niets op nummer 1 kwamen binnen: Elton John met Something about the way you look tonight / Candle in the wind 1997, Star Academy met La musique (Angelica), Mario Barravecchia met On se ressemble, Grégoire met Toi + Moi, The Champions met We Are The Best, Britney Spears met Hold It Against Me en Adele met Rolling In The Deep.
- Maakte een re-entry naar nummer 1: Tom Dice met Me And My Guitar
- De sterkste stijger naar nummer 1 was Mylène Farmer met Dégénération. Zij ging van 33 naar 1.
- Somebody That I Used to Know van Gotye en Kimbra is de traagste klimmer naar 1. Het nummer had 36 weken nodig om de top van de lijst te bereiken.

## Bestverkochte singles per jaar
- 1995: Céline Dion – Pour que tu m'aimes encore
- 1996: Fugees – Killing Me Softly
- 1997: Elton John – Something About the Way You Look Tonight / Candle in the Wind 1997
- 1998: Daniel Lavoie, Patrick Fiori & Garou – Belle
- 1999: Britney Spears – ...Baby One More Time
- 2000: Yannick – Ces soirées là
- 2001: Daddy DJ – Daddy DJ
- 2002: Las Ketchup – The Ketchup Song
- 2003: Alphonse Brown – Le frunkp
- 2004: O-Zone – Dragostea din tei
- 2005: Crazy Frog – Axel F
- 2006: Shakira feat. Wyclef Jean – Hips Don't Lie
- 2007: Mika – Grace Kelly
- 2008: Fatal Bazooka feat. Yelle – Parle à ma main
- 2009: Lady Gaga – Poker Face
- 2010: Shakira feat. Freshlyground – Waka Waka (This Time for Africa)
- 2011: Adele – Rolling in the Deep
- 2012: Gotye feat. Kimbra – Somebody That I Used to Know
- 2013: Stromae – Papaoutai
- 2014: Pharrell Williams – Happy
- 2015: Omi – Cheerleader (Felix Jaehn remix)
- 2016: Sia feat. Sean Paul – Cheap Thrills
- 2017: Ed Sheeran – Shape of You
- 2018: Maître Gims met Vianney – La même
- 2019: Lil Nas X – Old Town Road
- 2020: The Weeknd – Blinding Lights
- 2021: The Weeknd – Save Your Tears
- 2022: Harry Styles – As It Was
- 2023: Miley Cyrus – Flowers
- 2024: Benson Boone – Beautiful Things